# Telchinia necoda
Telchinia necoda is een vlinder uit de familie van de Nymphalidae. De wetenschappelijke naam van de soort is voor het eerst voorgesteld door William Chapman Hewitson in een publicatie uit 1861.
De soort komt voor in Noord- en Midden-Ethiopië. 
De rups leeft op soorten van de brandnetelfamilie (Urticaceae).